# 시미즈 산성

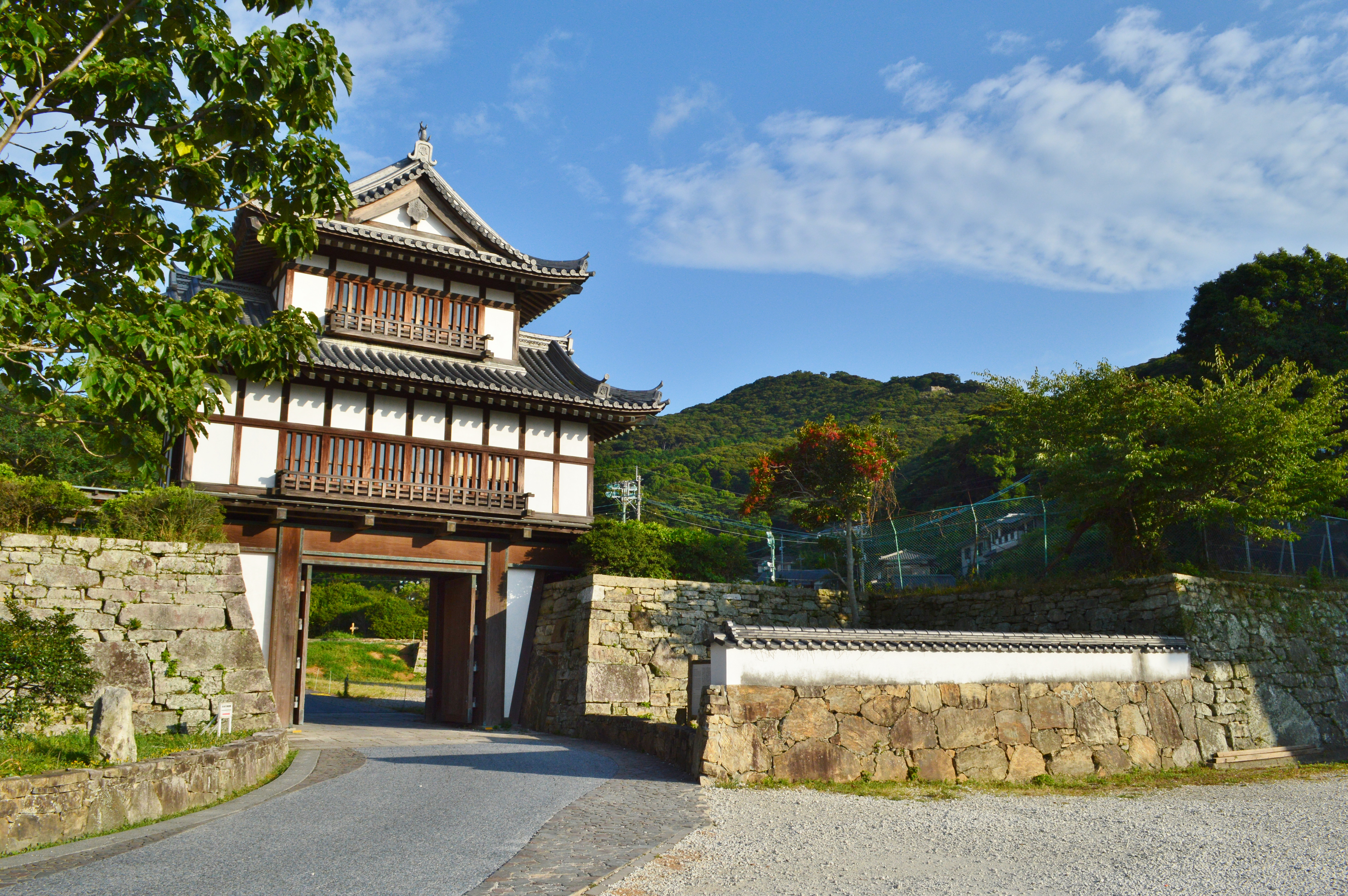
가네이시성의 누문에서 바라본 시미즈 산성 전경.

시미즈 산성(清水山城)은 아즈치모모야마 시대에 축조한 성으로, 이 산성의 위치는 나가사키현 쓰시마시 이즈하라마치에 소재하고 있는 시미즈산(清水山, 해발 206m)에 위치한다. 그래서 이 산성은 통상적으로 사적으로 지정되어 있는 상태이지만, 교통편으로는 이즈하라항에서 도보로 약 20분 소요된다.

## 주변
- 반쇼인
- 가네이시성